# گوستاف دالن
نیلز گوستاف دالن (به سوئدی: Nils Gustaf Dalén) (متولد ۳۰ نوامبر ۱۸۶۹ - درگذشته ۹ دسامبر ۱۹۳۷)، کارخانه‌دار و برنده جایزه نوبل فیزیک سوئدی بود.
او در سال ۱۹۱۲ به خاطر اختراع شیرهای خودکار، که در فانوس‌های دریایی و راهنماهای شناور به کار می‌رود، این جایزه را دریافت کرد.
او فرزند پدری مزرعه‌دار بود و پس از پایان تحصیلات مقدماتی وارد مدرسه کشاورزی شد اما بعدها توسط گوستاف دلاوال تشویق شد که دنبال تحصیلات فنی باشد.
او خود را برای ورود به مؤسسه چالمرز در گوتنبورگ آماده کرد و ۱۸۹۲ اجازه ورود را دریافت کرد. او در سال ۱۸۹۶ به عنوان مهندس فارغ‌التحصیل شد و یک سال را برای مطالعه در سوئیس گذارند.